# Наумов, Сергей Максимович
Сергей Максимович Наумов (5 июля 1929, Новосибирск, Новосибирская область, РСФСР, СССР — 14 декабря 1980, Москва, СССР) — советский журналист, писатель, преподаватель, режиссёр и сценарист.

## Биография
Родился 5 июля 1929 года в Новосибирске. Поступил и окончил Педагогический институт, Литературный институт имени А. М. Горького, а также Высшие режиссёрские курсы. Поначалу работал журналистом, преподавателем, а также начал литературную деятельность в качестве писателя и написал несколько сборников своих рассказов. В качестве режиссёра снял фильмы «Последний» и Человек из ночи, оказавшиеся незамеченными среди зрителей, после данного промаха он стал писать сценарии для кинематографа. В последние годы своей жизни стал писать стихи, и опубликовал их в сборниках поэзии.
Написал рассказ «В двух шагах от Рая», но к сожалению он не дожил до его экранизации в 1984 году.
Скоропостижно скончался 14 декабря 1980 года в Москве. Похоронен в Москве на Митинском кладбище.

## Фильмография

### Сценарист
- 1964 — Возвращение Вероники
- 1965 — Над нами Южный крест
- 1973 — Я — граница
- 1984 — В двух шагах от «Рая» (посмертная экранизация)